# Вагва
Ва́гва (ест. Vahva küla) — село в Естонії, у волості Ляене-Сааре повіту Сааремаа.

## Населення
Чисельність населення на 31 грудня 2011 року становила 6 осіб.

## Географія
Дістатися села можна автошляхом 102 (Мустьяла — Кігелконна — Тегумарді), повертаючи на захід у Леедрі.

## Історія
Історично Вагва належала до приходу Кігелконна (Kihelkonna kihelkond).
До 12 грудня 2014 року село входило до складу волості Люманда.